# 超流派
『超流派』（ちょうりゅうは）とは、2013年4月5日から2017年3月31日まで、テレビ東京系列で深夜枠にて放送されていた音楽番組である。

## 概要
12年半放送されてきた『Bの流派』→『流派-R』の後継番組。これまでのクラブ系ミュージックなどに加え、これから音楽シーンを担うアーティストやニコニコ動画などネットの世界を中心に活動するボカロPや音楽クリエイターも取り上げていた。

## 出演者
- 番組MC - 佐野友妃子（『流派-R』から続投。）
- コーナーMC - さとうささら　2013年4月5日-2015年5月15日

## スタッフ
- 監修：樋口紀男
- 構成：今井一隆
- ナレーター：マシューまさるバロン、井澤美香子
- 音効：東由美（佳夢音）
- 編集：梓沢修二、持主望美
- MA：上甲典靖、小林典正
- ディレクター：野村武、柴田将利、細川顕
- AD：渕崎祥子、内山萌実
- プロデューサー：野村俊二→小林基広
- 協力：テレビ東京ミュージック
- 製作：endless communications

## ネット局と放送時間
| 放送対象地域 | 放送局              | 系列           | 放送日時           | 備考    |
| ------------ | ------------------- | -------------- | ------------------ | ------- |
| 関東広域圏   | テレビ東京（TX）    | テレビ東京系列 | 金曜 26:30 - 27:00 | 制作局  |
| 福岡県       | TVQ九州放送（TVQ）  | テレビ東京系列 | 月曜 27:00 - 27:30 | 3日遅れ |
| 大阪府       | テレビ大阪（TVO）   | テレビ東京系列 | 火曜 27:10 - 27:40 | 4日遅れ |
| 宮城県       | 東北放送（TBC）     | TBS系列        | 水曜 25:50 - 26:20 | 5日遅れ |
| 北海道       | テレビ北海道（TVh） | テレビ東京系列 | 木曜 26:35 - 27:05 | 6日遅れ |
| 愛知県       | テレビ愛知（TVA）   | テレビ東京系列 | 金曜 27:05 - 27:35 | 7日遅れ |
| 沖縄県       | 琉球放送（RBC）     | TBS系列        | 日曜 26:20 - 26:50 | 9日遅れ |

- 新潟放送（BSN）では、3日遅れで月曜 25:28 - 25:58に放送していたが、2015年6月で打ち切られた。